# Private Life (serie de televisión)
Private Life (Hangul: 사생활; RR: Sasaenghwal), es una serie de televisión surcoreana transmitida del 7 de octubre de 2020 hasta el 26 de noviembre de 2020, a través de JTBC.

## Sinopsis[4]
Cha Joo-eun, es una estafadora que termina involucrándose involuntariamente en asuntos privados a escala nacional que la llevan a competir contra corporaciones masivas. Joo-eun refleja las penas de la gente "común" que vive en Corea, ha crecido aprendiendo habilidades para estafar de sus padres, quienes han cometido fraude por años para poder sobrevivir.
Pronto Lee Jung-hwan se acerca a Joo-eun mientras se hace pasar por el líder del equipo de desarrollo de la importante compañía "SL Electronics".

## Reparto

### Personajes principales[7][8]
| Actor                     | Personaje            | Nº de episodios | Notas |
| ------------------------- | -------------------- | --------------- | --- |
| Go Kyung-pyo              | Lee Jung-hwan        | 16              | Es el joven jefe de equipo 2 de desarrollo de "GK Technology". Es un hombre que entregó su vida privada a los delincuentes para vivir y que en realidad dirige una agencia de detectives llamada "Spy Detective Agency". Cuando conoce a Joo-eun se enamora de ella y le pide matrimonio, sin embargo poco después desaparece sin avisarle. Después de que se reúnen, aunque al inicio ambos no aceptan que se extrañan, finalmente lo hacen y retoman su relación.                                                  |
| Seohyun                   | Cha Joo-eun          | 16              | Es una joven estafadora que elige cometer fraude en Corea para sobrevivir. Es una mujer que manipula si propia vida. Cuando conoce a Jung-hwan se enamora de él y después de que le pide matrimonio se casan, sin embargo cuando él desaparece sin avisarle, Joo-eun cree que todo fue un engaño. Poco después, decide buscar la verdad de su desaparición y poco después, cuando se reúnen, aunque al inicio ambos niegan que estuvieron preocupados él uno por el otro, finalmente lo hacen y retoman su relación. |
| Kim Young-min Nam Da-reum | Kim Jae-wook         | 16 7, 13        | Es un estafador de "GK Technology" y el socio de Jung Bok-gi en el mundo del fraude, un hombre que pisotea la vida de las otras personas para beneficiarse. Más tarde, cuando finalmente decide revelarle sus verdaderos sentimientos a Jung Bok-gi y trabajar junto a Lee Jung-hwan, recibe un disparo en la cabeza. Poco después, se revela que sobrevivió al atentado pero se encuentra en una silla de ruedas y que aún sigue con Bok-gi.                                                                        |
| Kim Hyo-jin               | Jung Bok-gi          | 16              | Es una elegante ex locutora, así como una despiadada estafadora que regresa a Corea después de huir a China. En el pasado cometió fraude contra la familia de Cha Joo-eun, por lo que no se llevan bien. Bok-gi utiliza la vida de otras personas para beneficiarse. Cuando estuvo en peligro solamente Kim Jae-wook la ayudó. |
| Tae Won-seok              | Han-son ("One Hand") | -               | Es un prometedor estafador y el mentor de Cha Joo-eun. En el pasado fue un boxeador y gángster. Es el socio de Cha Hyun-tae y Kim Mi-sooken la elaboración de fraudes. |

### Personajes secundarios

#### Personas cercanas a Cha Joo-eun
| Actor          | Personaje     | N.º de episodios | Notas |
| -------------- | ------------- | ---------------- | --- |
| Park Sung-geun | Cha Hyun-tae  | -                | Es un estafador y el padre de Cha Joo-eun. |
| Song Seon-mi   | Kim Mi-sook   | -                | Es una estafadora y la madre de Cha Joo-eun. |
| Yoo Hee-je     | Park Tae-joo  | -                | Es un prestamista. |
| Jang Jin-hee   | Jang Min-jung | -                | Es la mejor amiga de Cha Joo-eun a quien conoció en la prisión de mujeres de Cheongpa. En el pasado Min-jung solía administrar un lugar de juegos ilegales para mujeres en Hwaryu. |
| Yoon Sa-bong   | Yang In-sook  | -                | Es una retirada oficial de policía que tiene una debilidad por Cho Joo-eun. |
| Kim Seo-won    | Mr. Nam       | -                | Es el dueño de un restaurante. |

#### Personas cercanas a Lee Jung-hwan
| Actor         | Personaje      | N.º de episodios | Notas |
| ------------- | -------------- | ---------------- | --- |
| Kim Min-sang  | Kim Sang-man   | -                | Es el director de planificación estratégica de "GK Technology".                                               |
| Kim Ba-da     | Woo Seok-ho    | -                | Es el joven líder de equipo de la división 2 de planificación estratégica de "GK Electronics".                |
| Jang Won-hyuk | Choi Yoon-seok | -                | Es un joven hacker genio que trabaja en un taller de reparación de computadoras local llamado "PC Graveyard". |
| Song Sang-eun | Go Hye-won     | -                | Es la gerente de la agencia de detectives "Spy Detective Agency".                                             |

#### Miembros de la Policía
| Actor          | Personaje            | N.º de episodios | Notas                                                                                            |
| -------------- | -------------------- | ---------------- | ------------------------------------------------------------------------------------------------ |
| Lee Hak-joo    | Det. Kim Myung-hyun  | -                | Es un apasionado detective que lucha por descubrir la verdad oculta detrás de una investigación. |
| Yoon Jung-hoon | Det. Park Kyung-seop | -                | Es el detective más joven del equipo de homicidios.                                              |
| Kwak Min-ho    | Lee Min-kyu          | -                | Es un miembro de la policía.                                                                     |
| Park Sung-hoon | Jung Dae-sang        | -                | Es un miembro de la policía.                                                                     |
| Lee Joo-yeon   | Kang Soo-jin         | -                | Es una miembro de la policía.                                                                    |
| Ahn Se-jin     | -                    | 9-11             |                                                                                                  |
| Shin Won-woo   | -                    | 1                | Es un detective.                                                                                 |

#### Políticos
| Actor         | Personaje       | Episodios donde apareció | Notas                       |
| ------------- | --------------- | ------------------------ | --------------------------- |
| Min Ji-oh     | Yoo Byeong-joon | -                        | Es un asambleísta.          |
| Jang Eui-don  | Kwon Hyuk-Jang  | 6, 9                     | Es un asambleísta.          |
| Ha Min        | Nam Hyeon-jeong | 6, 9                     | Es una candidata.           |
| Choi Nam-wook | Moon Hyun-sun   | 16                       | Es el portavoz del partido. |
| Son Sung-chan | Mo Gyeong-il    | 16                       |                             |

### Otros personajes
| Actor          | Personaje         | Episodios donde apareció | Notas                                                                  |
| -------------- | ----------------- | ------------------------ | ---------------------------------------------------------------------- |
| Cha Soo-yeon   | Oh Hyun-kyung     | -                        | Es una abogada de "O&S Law Office".                                    |
| Hwang Dae-ki   | -                 | -                        | Es un subordinado de Park Tae-joo.                                     |
| Kwak Gi-hun    | -                 | -                        | Es un subordinado de Park Tae-joo.                                     |
| Kim Kang-il    | -                 | 1                        | Es un criminal haciendo un trato.                                      |
| Park Na-jin    | -                 | 1                        | Es un pervertido del Sauna.                                            |
| Park No-kyeong | -                 | 1                        | Es un matón.                                                           |
| Han Kyu-won    | Park Jin-woo      | 1-2                      | Es el jefe a cargo de la gestión de fondos de la empresa multinivel.   |
| Lee Jae-eun    | -                 | 1-2                      | Es una empleada del restaurante "Ottu Restaurant".                     |
| Kong Yoo-seok  | -                 | 1, 4                     | Es el chofer de Jung Bok-gi.                                           |
| Im Yong-soon   | -                 | 2                        | Es un cliente de "Pork Ribs Aplenty".                                  |
| Choi Ga-in     | -                 | 2                        | Es una mujer conocida como "Ms Cheongyang Pepper".                     |
| Ok Joo-ri      | -                 | 2                        | Es una empleada del restaurante de sopa.                               |
| Sung Chan-ho   | -                 | 2                        | Es un juez.                                                            |
| Yoo Young-bok  | -                 | 2, 4                     | Es el padre de Lee Jung-hwan.                                          |
| Kim Joo-ah     | -                 | 2, 4                     | Es la madre de Lee Jung-hwan.                                          |
| Im Young-deok  | Mr. Yoo           | 2, 8                     |                                                                        |
| Lee Ji-hyuk    | Park Chung-seop   | 3                        | Es el presidente de "One Line".                                        |
| Kang Gu-ha     | -                 | 4                        | Es el prometido.                                                       |
| Hong Ye-ji     | -                 | 4                        | Es la prometida.                                                       |
| Jang Soon-mi   | -                 | 4                        | Es una agente de bienes raíces.                                        |
| Jin Shi-won    | -                 | 4                        | Es un empleado del ayuntamiento.                                       |
| Oh Kyu-taek    | -                 | 6                        | Es un hombre moviendo muebles.                                         |
| Seo Young      | -                 | 6                        | Es la anfitriona del club de caballeros.                               |
| Kim Min-song   | -                 | 7                        | Es un miembro de seguridad del club de caballeros.                     |
| Jang Yong-bok  | -                 | 7                        | Es el director de "GK Technology".                                     |
| Han Tae-il     | -                 | -                        | Es el presidente de "GK Technology".                                   |
| Kim Jin-goo    | -                 | 7                        | Es el padre de Kim Jae-wook.                                           |
| Lee Bum-chan   | -                 | 8                        | Es un empleado de "UI Construction".                                   |
| Shin Ha-young  | Yoo Mi-young      | 9                        | Es una empleada de la agencia de detectives "Spy Detective Agency".    |
| Jung Sang-hyun | -                 | 9                        | Es un joven estudiante que está pidiendo prestado un teléfono celular. |
| Lee Bo-hyun    | -                 | 9-10                     | Es un detective.                                                       |
| Go Han-min     | Bae Jeong-hong    | 10                       |                                                                        |
| Kim Doo-bong   | Jin Gou-nam       | 10-11                    |                                                                        |
| Suk Yoon-ho    | Choi Kyung-hwan   | -                        | Es el presidente de "UI Construction".                                 |
| Shin Dong-ryuk | Jeong Hyeon-cheol | -                        | Es un empleado de "UI Construction".                                   |
| Han Jung-ho    | -                 | -                        | Es un empleado de "GK Technology".                                     |
| Lee Ye-ryang   | Min-seo           | -                        |                                                                        |
| Cha Doo-ri     | Im Jeong-won      | -                        | Es un asistente.                                                       |
| Uhm Tae-ok     | -                 | 11                       | Es un taxista.                                                         |
| Lim Jae-geun   | -                 | 14                       | Es un doctor.                                                          |
| Han Kyu-won    | Park Jin-woo      | 14                       | Es un reportero.                                                       |
| Park Ji-ho     | -                 | 14-15                    | Es un reportero.                                                       |
| Park Yong      | -                 | 16                       | Es el jefe de "NSO".                                                   |
| Lee Kyu-seop   | -                 | 16                       | Es un prisionero.                                                      |

### Apariciones especiales
| Actor        | Personaje     | Episodios donde apareció | Notas                                  |
| ------------ | ------------- | ------------------------ | -------------------------------------- |
| Lee Beom-soo | Choi Yong-jin | 16                       | Es el presidente de "UI Construction". |

## Episodios
La serie está conformada por dieciséis episodios, los cuales fueron emitidos todos los miércoles y jueves (KST).

### Ratings
Los números en color rojo indican las calificaciones más bajas, mientras que los números en azul indican las calificaciones más altas.
| Ep.      | Fecha de emisión        | Participación promedio de audiencia (AGB Nielsen) | Participación promedio de audiencia (AGB Nielsen) |
| Ep.      | Fecha de emisión        | Natcional                                         | Seúl                                              |
| -------- | ----------------------- | ------------------------------------------------- | ------------------------------------------------- |
| 1        | 7 de octubre de 2020    | 2.522%                                            | 2.816%                                            |
| 2        | 8 de octubre de 2020    | 2.235%                                            | N/A                                               |
| 3        | 14 de octubre de 2020   | 2.030%                                            | N/A                                               |
| 4        | 15 de octubre de 2020   | 1.952%                                            | N/A                                               |
| 5        | 21 de octubre de 2020   | 1.721%                                            | N/A                                               |
| 6        | 22 de octubre de 2020   | 1.491%                                            | N/A                                               |
| 7        | 28 de octubre de 2020   | 1.592%                                            | N/A                                               |
| 8        | 29 de octubre de 2020   | 1.970%                                            | N/A                                               |
| 9        | 4 de noviembre de 2020  | 1.609%                                            | N/A                                               |
| 10       | 5 de noviembre de 2020  | 1.487%                                            | N/A                                               |
| 11       | 11 de noviembre de 2020 | 1.505%                                            | N/A                                               |
| 12       | 12 de noviembre de 2020 | 1.913%                                            | N/A                                               |
| 13       | 18 de noviembre de 2020 | 1.669%                                            | N/A                                               |
| 14       | 19 de noviembre de 2020 | 1.608%                                            | N/A                                               |
| 15       | 25 de noviembre de 2020 | 1.217%                                            | N/A                                               |
| 16       | 26 de noviembre de 2020 | 1.507%                                            | N/A                                               |
| Promedio | Promedio                | 1.752%                                            | -                                                 |

## Música
El OST de la serie está conformado por las siguientes canciones:

### Parte 1
| No. | Intérpretes | Canción                     | Letra   | Música       | Duración |
| --- | ----------- | --------------------------- | ------- | ------------ | -------- |
| 1   | 6band       | "Things to Love" (푸른안개) | Taibian | Park Sung-il | 3:18     |
| 2   |             | "Things to Love" (Ints.)    | -       | Park Sung-il | 3:18     |

### Parte 2
| No. | Intérprete | Canción                             | Letra        | Música       | Duración |
| --- | ---------- | ----------------------------------- | ------------ | ------------ | -------- |
| 1   | Yangpa     | "The Most Ordinary Day" (보통의 꿈) | Lee Chi-hoon | Park Sung-il | 4:06     |
| 2   |            | "The Most Ordinary Day" (Ints.)     | -            | Park Sung-il | 4:06     |

### Parte 3
| No. | Intérprete | Canción                  | Letra      | Música                   | Duración |
| --- | ---------- | ------------------------ | ---------- | ------------------------ | -------- |
| 1   | Minju      | "Private Lives" (사생활) | Kim Ki-won | Kim Joonseok y Kang Mimi | 3:49     |
| 2   |            | "Private Lives" (Ints.)  | -          | Kim Joonseok y Kang Mimi | 3:49     |

### Parte 4
| No. | Intérprete | Canción                   | Letra        | Música                   | Duración |
| --- | ---------- | ------------------------- | ------------ | ------------------------ | -------- |
| 1   | Mew        | "Beautiful Dream"         | Jamie K. Lee | Kim Joonseok y Kang Mimi | 4:07     |
| 2   |            | "Beautiful Dream" (Ints.) | -            | Kim Joonseok y Kang Mimi | 4:07     |

### Parte 5
| No. | Intérprete    | Canción                                      | Letra          | Música        | Duración |
| --- | ------------- | -------------------------------------------- | -------------- | ------------- | -------- |
| 1   | Kim Jae-joong | "Things To Love" (우리가 사랑해야 하는 것들) | Seo Dong-seong | Park Seong-il | 3:24     |
| 2   |               | "Things To Love" (Ints.)                     | -              | Park Seong-il | 3:24     |

## Producción
La serie también es conocida como "Personal Life".
Fue dirigida por Nam Jun-hyuk, quien contó con el guionista Yoo Sung-yeol. Mientras que la producción estuvo a cargo de Lee Seung-hee, junto con los productores ejecutivos Kim U-no y Jo Joon-hyung. Por otro lado, la composición estuvo en manos de Kim Joon-suk.
La primera lectura del guion fue realizada a finales de julio del 2020.
El 20 de agosto del 2020 una fuente de la JTBC anunció que la serie había sido uno de los dramas junto a To All the Guys Who Loved Me, Do Do Sol Sol La La Sol, The Probability of Going From Friends to Lovers, Start-Up y Run On, que habían detenido las filmaciones para que el elenco y el equipo se sometiera a pruebas como medida de prevención debido a la pandemia de COVID-19, ya que uno de los miembros del personal estaba esperando los resultados de su prueba, ya que había trabajado en otro drama donde una persona había dado positivo por COVID-19.
El drama también contó con el apoyo de la compañía de producción "Doremi Entertainment". Y es distribuida por JTBC y Netflix.